# Схима
Схимата е степен на монашеско служение в православието. Когато в специализираната църковна литература се говори за схима, без уточнение, обикновено се има предвид т. нар. „голяма схима“.
Степените на монашеско служение в православното християнство са: расофор (послушник), малка схима (монах) и голяма схима (схимонах).

## Расофор
Расофорът е първата, най-ниска степен на послушание и монашеско служение. Монахът в тази степен има право да носи расо и калимявка, но не дава обети и не приема ново, църковно име. Монахът в тази степен все още е свободен да се върне в света, без да наруши обещанието (обета) си пред Бога.

## Малка схима
След като вярващият отиде в манастир, той се подлага на продължително и тежко изпитване, дали е способен да се отрече от света и да води ангелски живот. Постоянно го обучават и му разясняват правилата на духовния живот. Първият етап от изпитването е послушанието и подчинението на устава на манастира, под ръководството на духовен наставник или на игумена на братството. Изпитването се състои от две части:
- изпълнение на личното послушание;
- изпълнение на устава на манастира.

След успешното преминаване на изпитването и при потвърждение от игумена, послушникът дава обети за послушание, нестяжение и целомъдрие (безбрачие). Извършва се тържествено пострижение, като му се дава ново, църковно име, и той става монах.
Монахът непрекъснато носи дървен кръст, расо, параман, клобук, броеница и пояс (или колан).

## Голяма схима
Това е най-висшата степен на отречение от света, в името на Бога. Великосхимниците дават още веднъж същите обети, но в по-строга форма, и приемат второ, църковно име.